# Pedro Consuegra
Pedro Edmundo Consuegra (Santa Fe, 24 agosto 1930 – 18 dicembre 2000) è stato un pallanuotista argentino.
Ha fatto parte della Argentina, che ha partecipato ai Giochi di Roma 1960, nel torneo di pallanuoto.
Ha vinto anche 1 argento ed 1 bronzo rispettivamente ai Giochi Panamericani del 1959 e del 1963.

## Palmarès

### Nazionale
- Argento ai Giochi panamericani

1959
- Bronzo ai Giochi panamericani

1963